# Making out
Making out est une expression américaine, remontant au moins à la fin des années 1940, utilisée pour désigner une embrassade, des baisers, du pelotage ou des caresses mais peut également se rapporter à tout type de caresses érotiques, ou se traduire par l'expression française « se bécoter »,. En anglais britannique, l'expression équivalente est getting off ou, en anglais irlandais, shifting.  

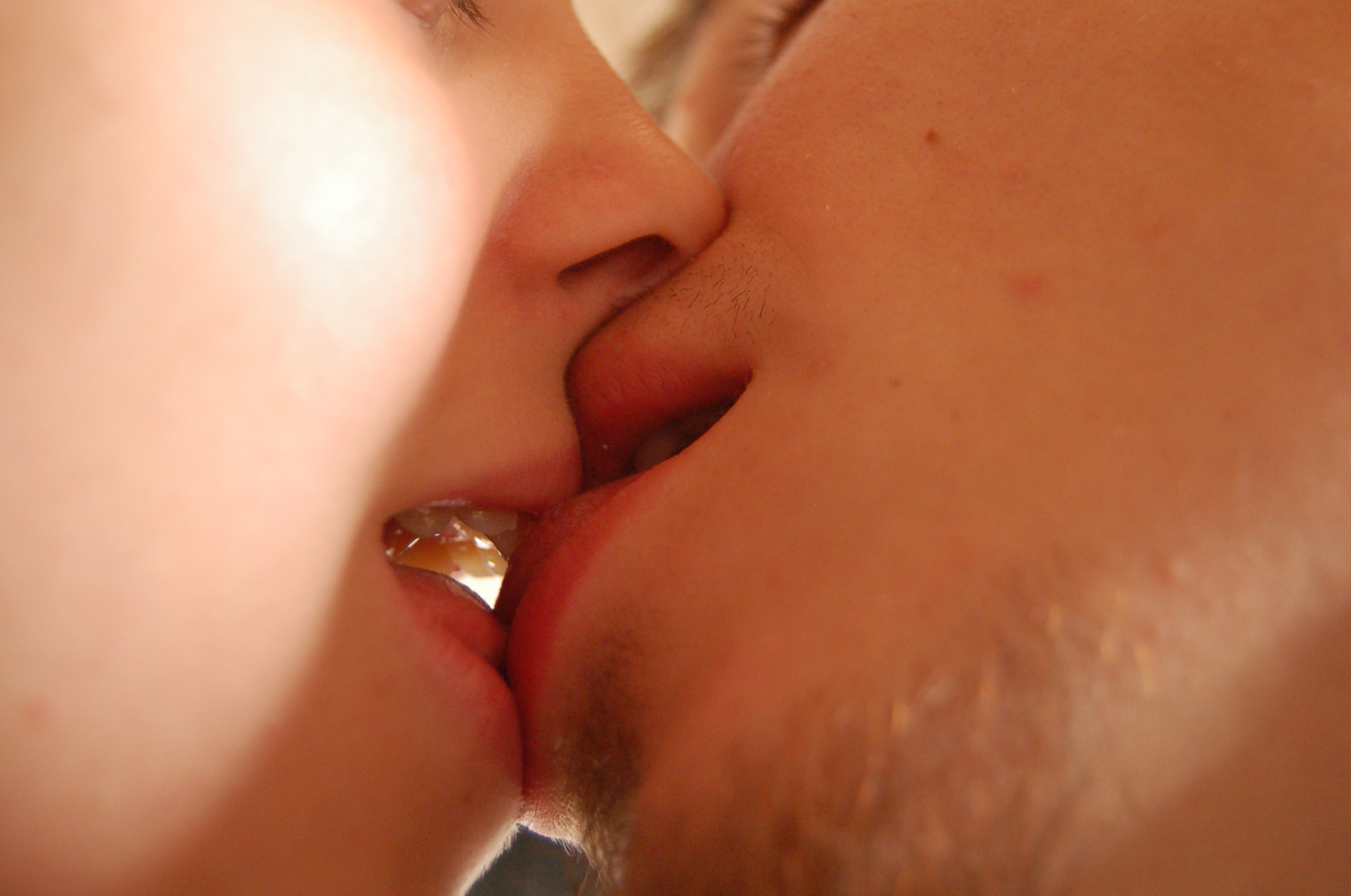
Zoom sur un French kiss.

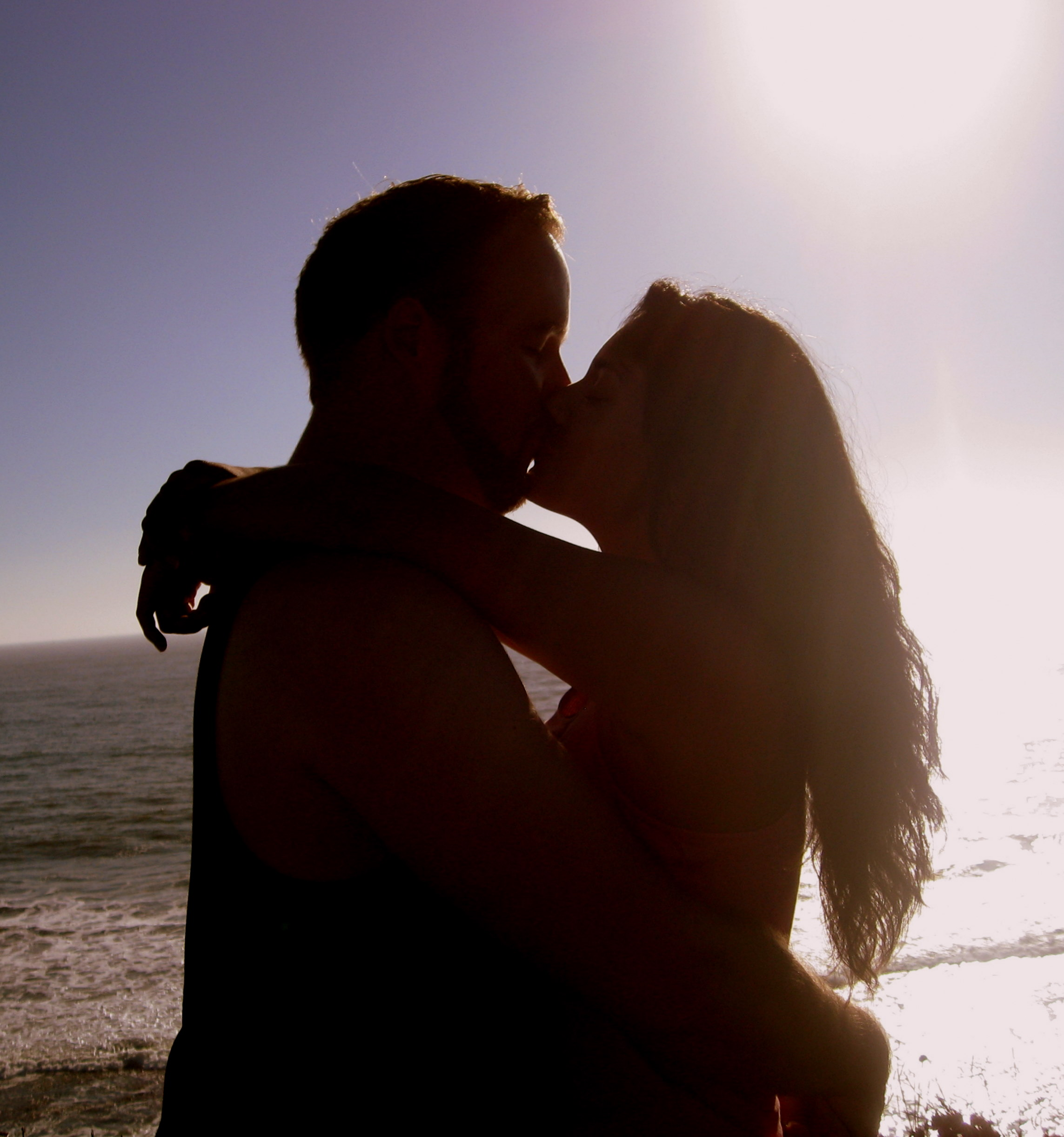
Silhouette, couple.

Il n'existe aucune expression stricto sensu équivalente dans la langue française. Cette pratique correspond tout à la fois au fait de s'embrasser de manière langoureuse, se peloter, se caresser, se toucher physiquement lorsque l'on flirte ou sort avec une personne sans forcément aller jusqu'à des relations intimes, et dans tous les cas sans pénétration sexuelle.

## Historique
Les connotations sexuelles de make out semblent s'être développées entre les années 1930 et 1940 à partir d'un autre sens de l'expression : « réussir ». Les premiers sens à connotation sexuelle étaient « séduire » et « avoir des rapports sexuels avec quelqu'un ».
Des recherches indiquent qu’au début du 20e siècle, les relations sexuelles avant le mariage se sont intensifiées. L'expérience européenne à cette époque est illustrée de manière amusante par une lettre que Sigmund Freud adresse à Sándor Ferenczi en 1931, lui enjoignant de cesser d'embrasser ses patients, et le met en garde en lui précisant : 

« Un nombre de penseurs indépendants en matière de technique se disent : pourquoi s'arrêter à un baiser? Certes, on va plus loin quand on adopte aussi le «tripotage» qui, après tout, ne fait pas de bébé. Mais ensuite viendront les plus audacieux qui iront plus loin, à regarder et à montrer - et nous aurons bientôt accepté dans la technique de l’analyse tout le répertoire des demi-viergeries et des parties de caresses. »

Dans l'après-guerre, le pelotage et les caresses sont devenus un comportement accepté dans la culture américaine traditionnelle, tant que les partenaires se fréquentent de manière officielle. Lorsque l'acte est effectué dans une voiture, il peut aussi être qualifié par euphémisme de parking (stationnement) .

## Caractéristiques
L'expression making out est généralement considérée comme une expression d'affection ou d'attirance sexuelle. L'expression peut dès lors couvrir un large éventail de comportements sexuels et signifier différentes choses pour différents groupes d'âge, et ce, dans différentes régions des États-Unis,. Elle fait généralement référence aux baisers y compris les baisers prolongés, passionnés, à bouche ouverte (aussi appelés baisers à la française) et les contacts intimes peau à peau,. 
L'expression peut également désigner d'autres formes de préliminaires tels que les caresses intimes qui impliquent généralement une stimulation génitale mais ne constituent généralement pas un rapport sexuel avec pénétration,,,. Les jeunes participent parfois à des jeux d'ambiance dans lesquels l'intérêt principal réside dans l'acte du making out. Sept minutes au paradis et Tourner la bouteille sont des exemples de ce type de jeux américains.  
Aux États-Unis, des adolescents peuvent ainsi participer à des moments qualifiés de making-out parties (fêtes spéciales making out), parfois même en consacrant un espace spécifique destiné à ce type d'acte, baptisé la making-out room (salle des présentations). Ces soirées improvisées ne sont généralement pas considérées comme des fêtes sexuelles, bien que parfois certaines aient pu entraîner des caresses très intimes. 